# رهاب الفقراء

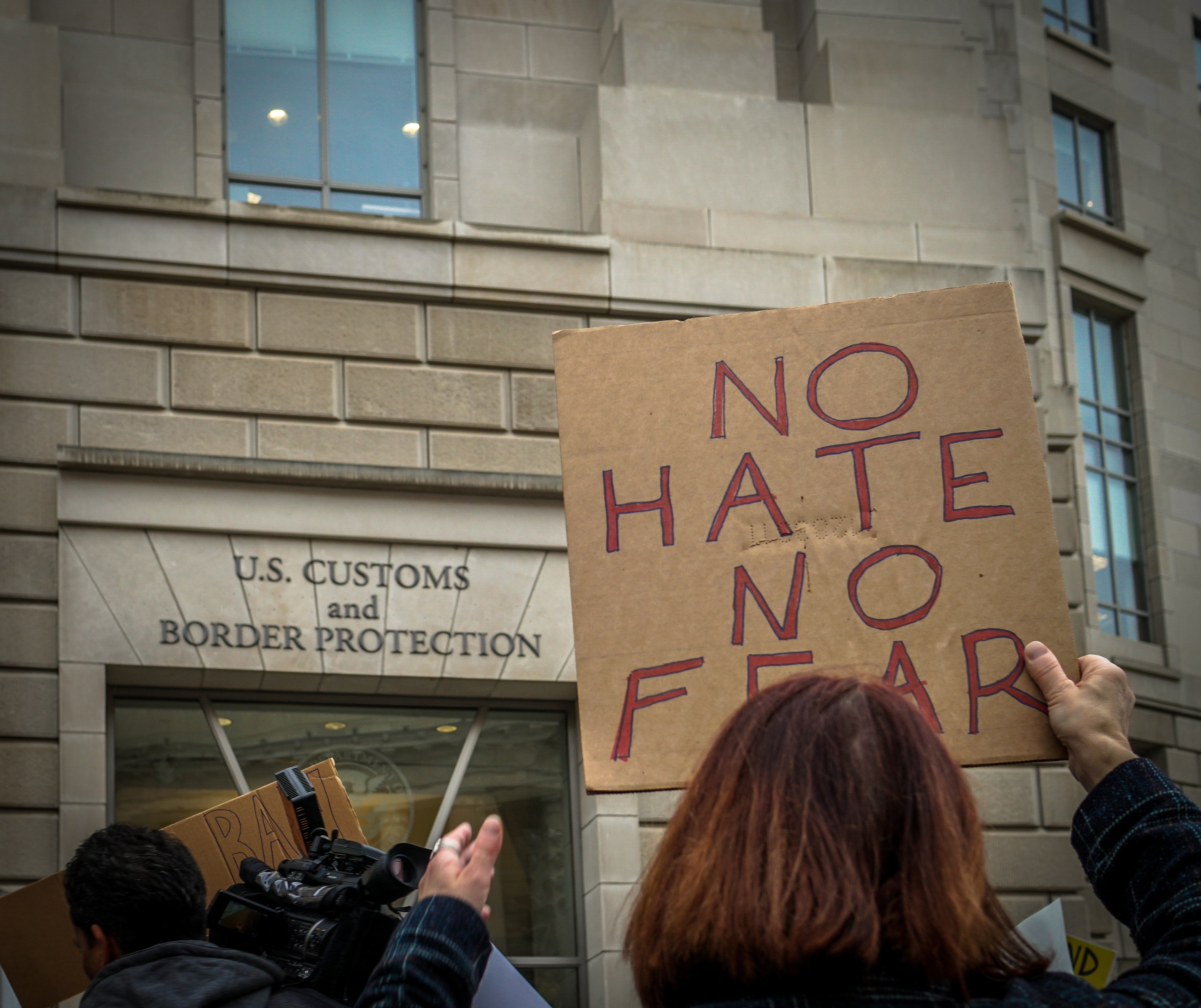

رهاب الفقراء أو أوبوروفوبيا (من الكلمة الإسبانية aporofobia و التي تعود أصولها إلى اللغة اليونانية لكلمتي άπορος وتلفظ (á-poros) وتعني بلا موارد، مُحتاج، أو فقير، وكلمة φόβος التي تُلفظ (phobos) والتي تعني الخوف )
وهو الخوف من الفقر والأشخاص الفقراء، وتعني كلمة أوبوروفوبيا شعور القرف والاشمئزاز والحقد نحو الفقراء الذين لا يملكون أيّة مواردٍ والعُجّز.
وقد تمّت صياغة مفهوم رهاب الفقراء في تسعينيّات القرن العشرين  من قبل الفيلسوفة الإسبانيّة أديلا كورتينا Adela Cortina الأُستاذة في في الأخلاق والفلسفة السياسيّة في جامعة فالنسيا، بهدف تمييز سلوكيات العداء تجاه الفقراء عن رهاب الأجانب أو الكسينوفوبيا xenophobia والذي يعني العنصرية والتمييز على الأساس العرقي. الفرق بين رهاب الفقراء ورهاب الأجانب أو العنصريّة هو أنّه في حالة رهاب الفقراء لا يوجد أي تمييزٍ أو تهميشٍ للمهاجرين وأعضاء المجموعات العرقيّة الأخرى طالما أنّ هؤلاء لديهم ممتلاكات أو/ و مواردَ اقتصاديّة وعلاقاتٍ اجتماعيّة وعلاقات مع وسائل الإعلام.
ينطوي رهاب الفقراء على شعورٍ بالخوف من الفقراء وأولئك الذين يعانون من نقصٍ في الموارد المالية والمغلوب على أمرهم، وسلوكِ رافضٍ لهم. هذا الشعور وما ينتجُ عنه من سلوكيّات يُعتبرُ مُكتسباً.